# Porphyrinia pura
Porphyrinia pura là một loài bướm đêm trong họ Noctuidae.